# Isaac Henry Burkill
Isaac Henry Burkill (18 de mayo de 1870 - 7 de marzo de 1965 ) fue un botánico inglés.
Estudia Historia natural en Cambridge; siendo curador asistente allí de 1891 a 1896; luego Asistente Técnico en el Real Jardín Botánico de Kew; a partir de 1901 será colaborador de George Watt en el estudio de los productos vegetales de India, ya como empleado del Jardín botánico de Calcuta; y es Director de los Jardines, de 1912 a 1925.
Autor de abundantes publicaciones relativas a la flora de la Península Malaya, encontrándose varias sobre plantas útiles.

## Algunas publicaciones
- Prain, D; IH Burkill. 1936. An Account of the Genus Dioscorea in the East. Ann. Royal Bot. Garden, Calcutta. vol. 14
- Burkill, IH; RE Holttum. 1927. A botanical reconnaissance upon the main range of the Peninsula at Fraser Hill. Gard. Bull. Str. Settlem. 3: 19-110 & l.c. 4: 92-105
- ----. 1925. The flowering plants of Taiping, in the Malay Peninsula. l.c. 3: 303-458
- ----. 1925. The Botanic Gardens, Singapore. Guía ilustrada
- Finlow, RS; IH Burkill. 1912. The Inheritance of Red Colour, & the Regularity of Self-Fertilisation, in Corchorus Capsularis, Linn., the Common Jute Plant. Mem. Dep. Agr. India. Bot. series 4 (4)
- ----. 1910. Notes from a Journey to Nepal. With a map. Rec. Bot. Survey of India 4 (4)
- ----. 1906. Gossypium obtusifolium, Roxburgh. Mem. Dep. Agr. India. Bot. series 1 (4)

### Libros
- 1909. A working list of the flowering plants of Baluchistan. 136 pp. Reimpreso Bishen Singh Mahendra Pal Singh 1983
- 1912. The Botany of the Abor Expedition 1924-1925 (Record of Bsi Vol. 10 ). Reimpreso 1978 Ed. Bishen Singh Mahendra Pal Singh. 420 pp.

## Honores
- 1952 es galardonado con la medalla linneana

### Eponimia
Género
- (Fabaceae) Burkillia Ridl.[2] fue nombrado en su honor.

Especies
- (Acanthaceae) Strobilanthes burkillii Dunn[3]

- (Araceae) Homalomena burkilliana Ridl.[4]

- (Araliaceae) Schefflera burkillii Merr.[5]

- (Arecaceae) Calamus burkillianus Becc. ex Ridl. & Furtado[6]

- (Begoniaceae) Begonia burkillii Irmsch.[7]

- (Clusiaceae) Garcinia burkillii Whitmore[8]

- (Dioscoreaceae) Dioscorea burkillii R.Knuth[9]

- (Fagaceae) Lithocarpus burkillii A.Camus[10]

- (Gentianaceae) Gentianodes burkillii (Harry Sm.) Omer, Ali & Qaiser[11]

- (Gentianaceae) Veratrilla burkilliana (W.W.Sm.) Harry Sm.[12]

- (Moraceae) Ficus burkillii Ridl. ex Burkill & Holttum[13]

- (Myrtaceae) Eugenia burkilliana King[14]

- (Orchidaceae) Bulbophyllum burkillii Gage[15]

- (Pandanaceae) Pandanus burkillianus Ridl.[16]

- (Polygalaceae) Xanthophyllum burkillii J.R.Drumm. & Dunn[17]

- (Rosaceae) Rubus burkillii Rolfe[18]

- (Rubiaceae) Wendlandia burkillii Cowan[19]

- (Stemonaceae) Stemona burkillii Prain[20]

- (Zingiberaceae) Alpinia burkillii M.R.Hend.[21]

- La abreviatura «Burkill» se emplea para indicar a Isaac Henry Burkill como autoridad en la descripción y clasificación científica de los vegetales.[22]